# بيركهولدرية زهرية
بيركهولدرية زهرية (الاسم العلمي:Burkholderia anthina) هي نوع من البكتيريا تتبع جنس البيركهولدرية من فصيلة البيركهولدرات.